# HB Technologies
Pour les articles homonymes, voir HBT.
HB Technologies (HBT) est une entreprise algérienne spécialisée dans le secteur de la sécurité numérique, acteur majeur dans le domaine de l’industrie de la production et personnalisation de cartes intelligentes,.

## Historique
Elle a été créée en mars 2004.
Ses installations de production et personnalisation et ses premières lignes de production furent mises en service durant le dernier trimestre de l’année 2006. 
Début janvier 2007, et en réponse à un appel d’offres national et international d’Algérie Poste, elle a entamé la production et la personnalisation industrielle de cartes électroniques. 
C’est ainsi qu’au cours de l’année 2007, HB Technologies a déployé la première solution bancaire avec un volume de 2 500 000 cartes à double application, bande magnétique et puce, pour le compte de la poste algérienne, Algérie Poste.
Courant 2008, elle a obtenu le Certificat de Système de management de la qualité selon le référentiel ISO 9001 et la certification VISA International Service Association.
Le Premier ministre, Abdelmalek Sellal, a effectué le 4 juillet 2015 une visite à l'unité de fabrication de cartes à puce de l'entreprise HB Technologies.

## Métiers
HB Technologies propose des solutions d'identité, de banque et de téléphonie à base de cartes à puce conçues, développées et produites dans ses installations. Ses compétences de base s’articulent donc, aujourd’hui, autour des deux points suivants : la production et la personnalisation de toute la gamme de cartes intelligentes réalisées dans un environnement sécurisé, et le développement de systèmes d’exploitation et d’applications de sécurité dédiées à au domaine de la carte électronique.
Cartes SIM & USIM
Cartes bancaires débit & crédit
Cartes de fidélité
Cartes d'identification

## Exportation
La société HB Technologies fournit actuellement des cartes SIM à l’Irlande, l’Angleterre, le Mali, et l’Afrique du Sud, ainsi que des cartes de carburant pour la Tunisie et dans sept autres pays africains. 

## Organisation

### Siège
Son siège social et ses installations sont dans la zone industrielle de Rouïba à Alger, dont un centre de recherche et développement.

### Filiales
- HBT Distribution
- HB Lab

## Partenariat
HB Technologies a conclu un accord de partenariat avec la  société Ingenico Group, leader mondial dans les solutions de paiements afin de fournir des solutions de e-paiement innovantes à la société HB Technologies.

## Dirigeant
- Hamid Benyoucef, est le fondateur et Président directeur général de la société HB Technologies.